# Linia kolejowa Bordżomi – Bakuriani
Linia kolejowa Bordżomi – Bakuriani (gruz. ბაკურიანი-ბორჯომი რკინიგზა, trb. Bordżomi-Bakurianis sarkinigso chasi) – wąskotorowa linia kolejowa położona w Gruzji, na Małym Kaukazie. Linię obsługuje spółka Sakartwelos Rkinigsa (pol. Koleje Gruzińskie).

## Opis
Wąskotorowa linia łączy Bordżomi, położone na linii kolejowej Chaszuri–Wale, z ośrodkiem sportów zimowych Bakuriani na obszarze Małego Kaukazu. Pociągi pokonują różnicę wysokości terenu równą 900 m. Torowisko linii przebiega przez wąwóz oraz gęste lasy.
Długość torowiska linii wynosi 39 km. Sieć trakcyjna zasilana jest napięciem prądu stałego równym 1500 V.

## Historia
W 1887 r. założono firmę mającą na celu zbudowanie wąskotorowej linii kolejowej między Bordżomi i Bakuriani. W 1894 r. firma ta została przejęta przez przedsiębiorstwo Transkawkasiuri rkinigza (pol. Koleje Zakaukaskie). Linię kolejową otwarto w 1902 r., a w 1966 r. zakończono jej elektryfikację. Dawniej na terytorium Gruzji istniało wiele linii o takim samym rozstawie szyn, lecz część z nich zlikwidowano lub przekuto na rozstaw rosyjski. Linia kolejowa łącząca Bordżomi z Bakuriani jest ostatnią czynną linią o rozstawie szyn 900 mm w Gruzji.

## Eksploatacja
Pociągi między obydwiema stacjami końcowymi kursują dwa razy dziennie. Linię obsługują dwa składy ciągnięte przez lokomotywy typu ČS 11, które wyprodukowano w czechosłowackich zakładach w Dubnicy nad Váhom. Dawniej na linii prowadzony był również ruch towarowy.

## Linia Bordżomi – Bakuriani w kulturze
Linia kolejowa Bordżomi – Bakuriani pojawiła się w następujących filmach:
- Kwiat na śniegu (1959 r.), reż. Szota Managadze[5]
- Nie smuć się (1969 r.), reż. Gieorgija Danielija[6]

## Galeria
- Widok z wagonu pasażerskiego

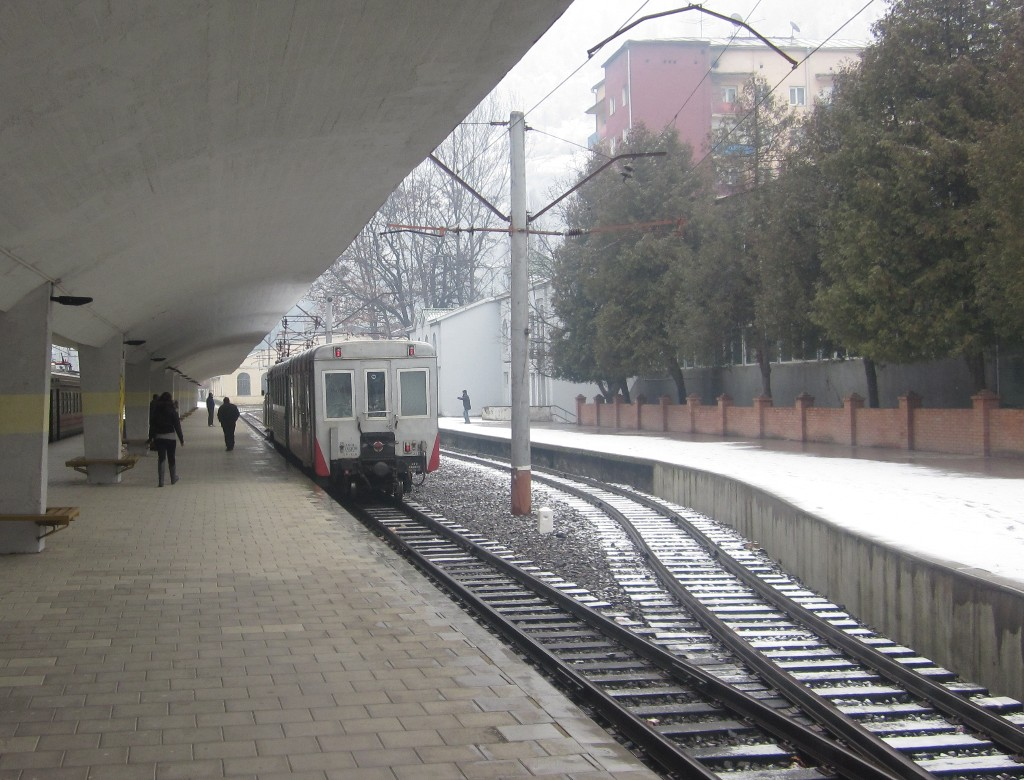
Stacja Bordżomi
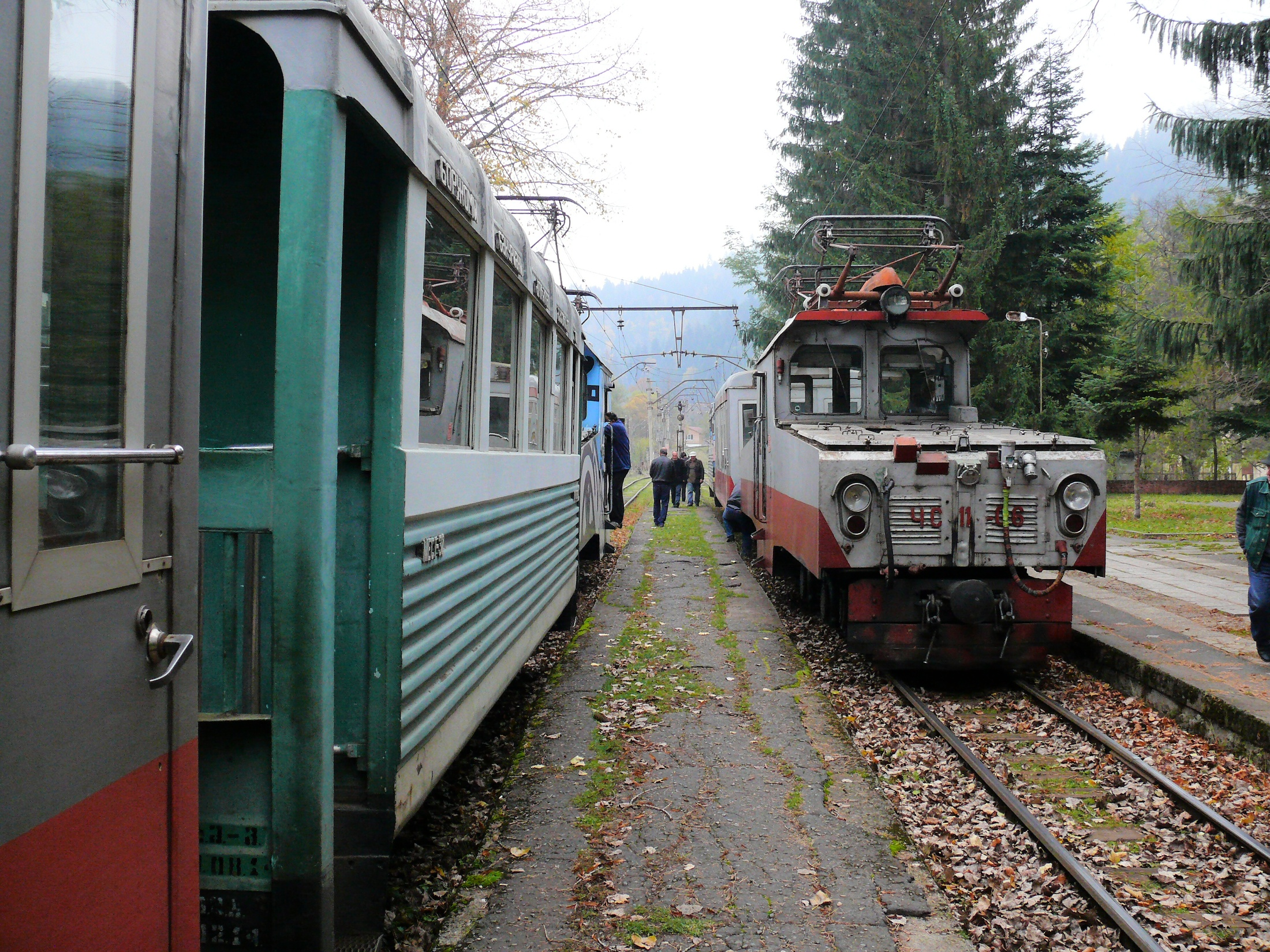
Stacja Cagweri
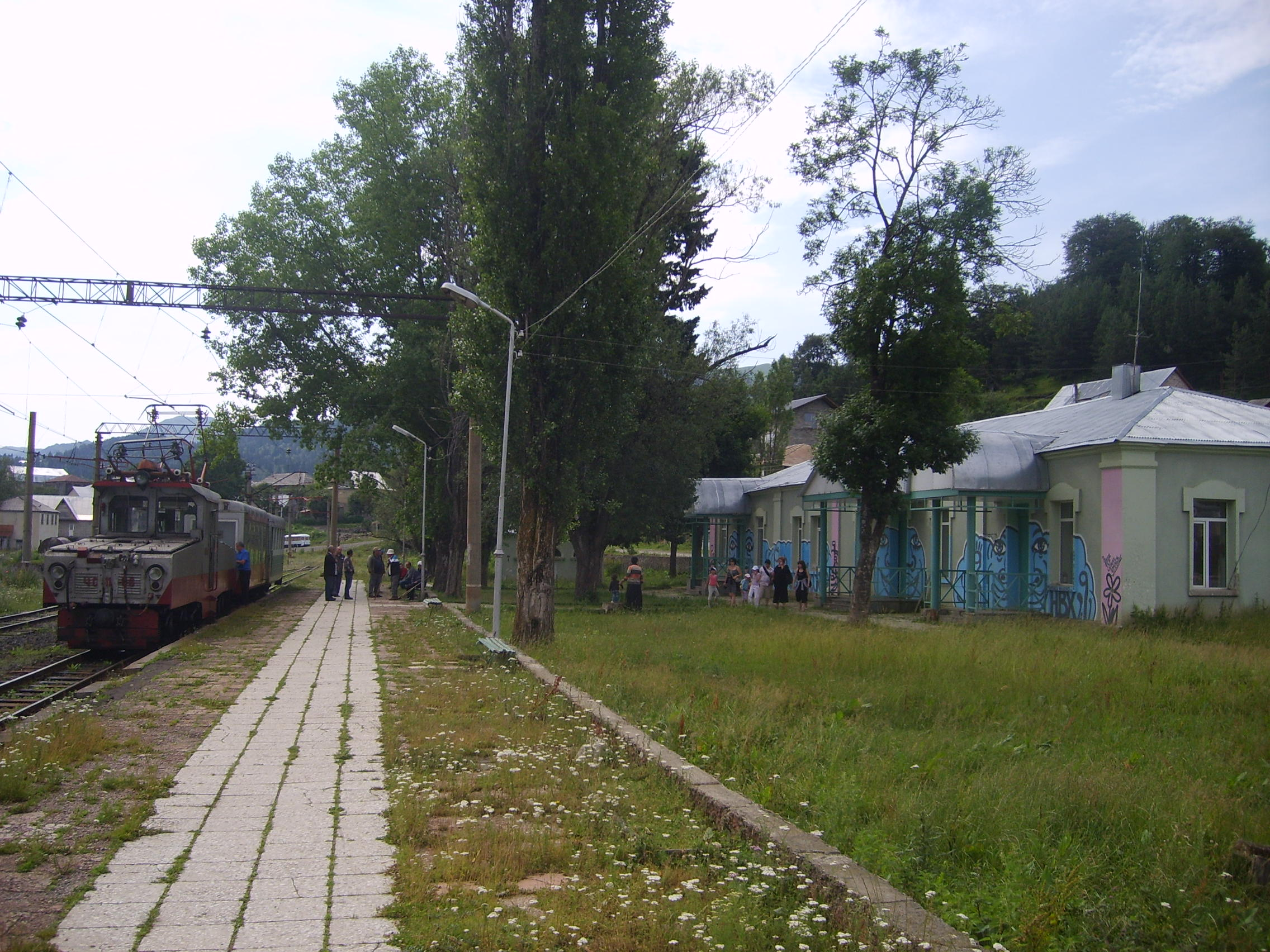
Stacja Bakuriani
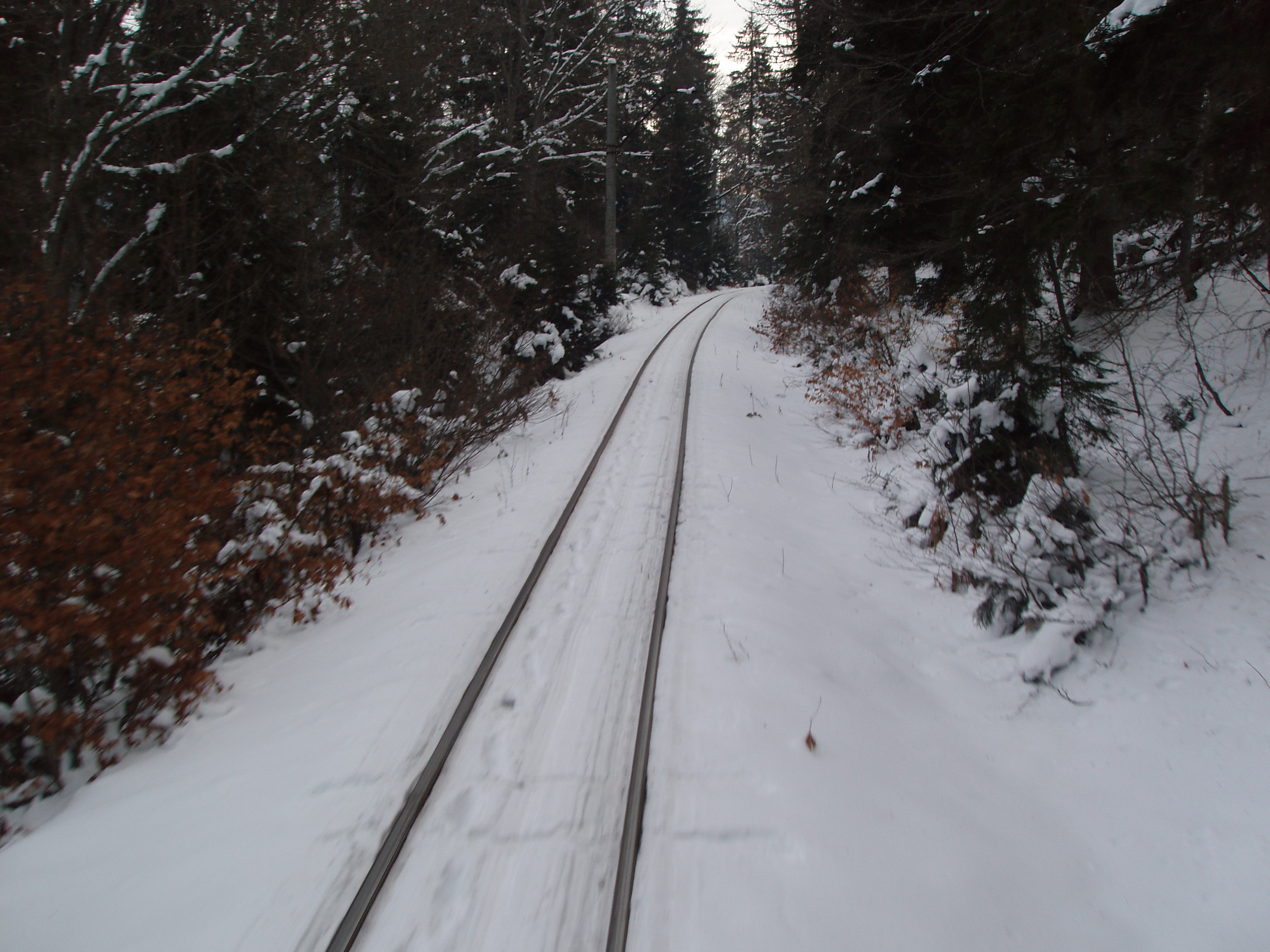
Fragment torowiska linii w porze zimowej